# یک روز در مسابقه
یک روز در مسابقه (به انگلیسی: A Day At The Races) فیلمی در ژانر کمدی به کارگردانی سم وود محصول سال ۱۹۳۷ است. در این فیلم برادران مارکس به ایفای نقش پرداخته‌اند.